# カラマリ (バンド)
カラマリ（スロベニア語:Kalamari）は、スロベニアのポップス・バンドである。

## 来歴
1995年に結成され、翌年に初のアルバム『Dobra vila』が発売された。2枚目のアルバム『S tabo držim』収録曲の「Angelca」がヒットとなり、スロベニア中にその名を知られるようになった。スロベニア・ポップミュージック音楽祭（Slovenska popevka）で2位となり、最優秀歌詞賞を受賞した「V vetru rdečih zastav」は、3枚目のアルバム『V vetru rdečih zastav』に収録されている。音楽祭での成功によって更に知名度を広げ、スロベニアのほかに、オーストリアやイタリア、スイス、クロアチア、セルビア、モンテネグロなどでもコンサートを開催した。
2010年、アンサンベル・ロカ・ジュリンドレとの共演曲「Narodnozabavni rock」でユーロビジョン・ソング・コンテスト2010のスロベニア代表に選出された。

## メンバー
- ヨージェ・イェシュ（ペピ、Jože Jež (Pepi)） - ヴォーカル、ギター
- マティヤシュ・シュヴァゲリ（Matjaž Švagelj） - ギター、ベース・ギター、ヴォーカル
- ボシュティヤン・トルシャル（Boštjan Tršar） - ドラム、ヴォーカル
- エゴン・プリンチッチ（Egon Prinčič） - キーボード、ベース・ギター、バック・ヴォーカル

## アルバム
- Dobra vila（1996年、GRAFIT）
- S tabo držim（1998年、MEGATON）
- V vetru rdečih zastav（1999年、ZKP RTVS）
- Popoldne（2001年、ZKP RTVS）
- Kalamari, deset let（2003年、ZKP RTVS）
- Lahko letiš（2006年、ZKP RTVS）
- Nariši veliko srce（2009年、ZKP RTVS）